# 407 a. C.
El año 407 a. C. fue un año del calendario romano prejuliano. En el Imperio romano se conocía como el Año del Tribunado de Medulino, Vibulano, Voluso y Ahala (o menos frecuentemente, año 347 Ab urbe condita).

## Acontecimientos

### Grecia
- Trasíbulo vuelve a tomar Abdera y Tasos.
- El almirante espartano Lisandro rechaza ser atraído fuera de Éfeso para entrar en combate con Alcibíades. Sin embargo, mientras Alcibíades está fuera buscando suministros, el escuadrón ateniense es colocado bajo el mando de Antíoco, su timonel, quien es derrotado por la flota espartana (con la ayuda de los persas bajo el mando de Ciro) en la Batalla de Notio (o Éfeso).
- La derrota proporciona a los enemigos de Alcibíades una excusa para privarlo del mando. Nunca regresará a Atenas. Navega hacia el norte a una tierra que tenía en el Quersoneso tracio. Excepto por una breve aparición en Egospótamos, la implicación de Alcibíades en la guerra del Peloponeso ha acabado.

### Sicilia
- El exiliado líder anterior de los demócratas moderados de Siracusa, Hermócrates, es asesinado mientras intentaba forzar su camino de retorno a Siracusa.

## Fallecimientos
- Hermócrates, general de Siracusa.

- Datos: Q232058